# 이시화
이시화(李施嬅, 1981년 2월 12일 ~ )은 홍콩의 여성 가수이자 영화 배우 그리고 텔레비전 연기자이다.

## 작품 목록

### 드라마
- 천애협의(天涯俠醫)
- 로파대인(老婆大人)
- 법증선봉4(法證先鋒4)
- 금소대하(金宵大廈)
- 금소대하2(金宵大廈2)